# SPT0346-52
SPT0346-52, de sa désignation complète SPT-S J034640-5204.9, est une galaxie de Wolf-Rayet de stade primitif se situant de l'univers primordial et observée, depuis la Terre, par effet de lentille gravitationnelle. Les astronomes ont été intrigués par SPT0346-52 lorsque les données de l'Atacama Large Millimeter/submillimeter Array ont révélé une émission infrarouge extrêmement brillante de cette galaxie qui suggère que la galaxie subit une formidable explosion de naissance d'étoiles. Sa distance est estimée à 12,7 milliards d'années-lumière de la Terre,.

## Stade primitif
Sa distance de 12 milliards d'années-lumière signifie que les astronomes l'observent à un stade critique de l'évolution des galaxies, environ un milliard d'années après le Big Bang, durant l'univers primordial. L'étude de cette galaxie est une source de recherche pour comprendre et observer l'évolution et la formation des galaxies à cette époque reculée de l'histoire de l'univers. Les galaxies observées à cette distance sont généralement en processus de formation active d'étoiles mais SPT0346-52 présente une très forte émission infrarouge, sûrement le signe que la galaxie connait une "explosion" (une phase de formation excessive) de formation d'étoiles mais il pourrait aussi s'agir d'un trou noir supermassif en phase de croissance, dans une structure similaire à un quasar.
Elle suscite un autre intérêt, l'étude des galaxies de Wolf-Rayet dans l'univers primordial, en raison du fait qu'elle est une candidate pour la galaxie à la formation d'étoiles la plus active de l'univers observable. Sa luminosité intrinsèque dans l'infrarouge lointain est mesurée à 1,1 × 1014 L☉, ce qui suggère que le taux de formation d'étoiles de la galaxie est de 4 200 M☉ an-1 par environ 1 kpc (∼3 260 al) de diamètre, et que la formation d'étoiles durera encore pendant plus de 15,7 milliards d'années. Ce résultat n'est pas sûr puisque la nature de l'émission infrarouge de SPT0346-52 est incertaine, puisque la source infrarouge pourrait provenir d'un quasar en formation.
Dans le cas du quasar, la luminosité infrarouge observée provient de son disque d'accrétion, riche en gaz ionisés tels que de l'hydrogène, du carbone et du calcium, qui chauffe de la poussière interstellaire à sa proximité, produisant une formidable luminosité infrarouge. La présence de raies d'émissions de calcium et de carbone dans le spectre de SPT0346-52 tendent vers l'hypothèse du quasar, puisque ses éléments sont caractéristiques des disques d'accrétion, puisqu'ils se forment lorsque soit des nuages de gaz finissent dans le voisinage proche d'un trou noir supermassif et forment un disque chaud (chaleur produite par un phénomène de friction entre les atomes) autour de ce dernier, soit des étoiles se font disloquer par un trou noir supermassif, même si les deux cas sont souvent corrélés. De ce fait, les raies de carbone et de calcium proviennent d'atomes composant une ancienne étoile (ou plusieurs) qui a été disloquée par effet de marée, et les atomes ainsi observés proviennent d'une ancienne étoile.

## Origine de la luminosité infrarouge

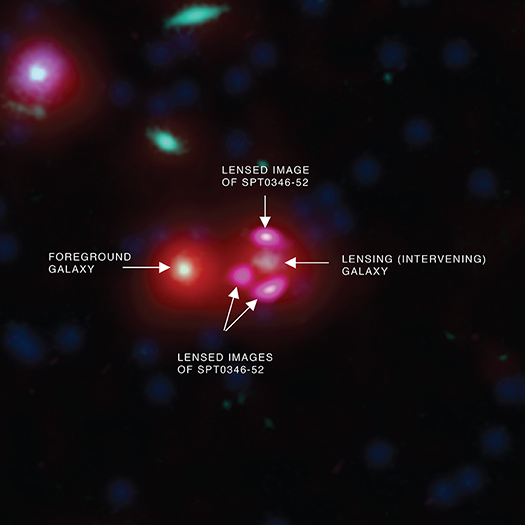
Image infrarouge de la source infrarouge associée à SPT0346-52.

Pour faire la distinction entre ces deux possibilités, les chercheurs ont utilisé l'observatoire à rayons X Chandra de la NASA et l'Australia Telescope Compact Array, un radiotélescope. Ni les rayons X ni les ondes radio n'ont été détectés, de sorte que les astronomes ont pu exclure un trou noir en croissance générant la majeure partie de la lumière infrarouge brillante, mais cette hypothèse n'est pas exclue, puisque les raies du carbone et du calcium n'ont rien à faire dans le spectre de la galaxie à ce moment de l'histoire de l'univers. Par conséquent, les scientifiques ont opté pour l'hypothèse la plus probable, le fait que SPT0346-52 subit une énorme formation d'étoiles, une découverte importante pour une galaxie trouvée si tôt dans l'Univers.
SPT0346-52 est observée, depuis la Terre, par effet de lentille gravitationnelle. En reconstituant l'image originelle (puisque la lentille déforme la galaxie), les scientifiques ont pu émettre l'hypothèse qu'elle avait connu un choc entre deux galaxies. Les astronomes pensent qu'une telle fusion pourrait être la raison pour laquelle SPT0346-52 connaît un tel boom de formation stellaire. Une fois que les deux galaxies entrent en collision, le gaz près du centre de la galaxie fusionnée est comprimé, produisant l'éclatement de nouvelles étoiles en formation dans SPT0346-52. Les régions sombres de la galaxie représentent la poussière cosmique qui absorbe la lumière des étoiles.

## Environnement
Les modèles d'évolution et formation des galaxies suggèrent que SPT0346-52 est, ou sera, entouré d'un halo de matière noire qui la suivra dans son évolution. Le modèle de 2015 fait par Gopal Narayanan prédit un halo d'une masse de 1014 M☉. Ce halo pourrait être l'une des causes du boom de formation d'étoiles, mais l'origine de la formation d'étoiles provient sûrement d'une fusion de galaxies, même si l'influence du halo n'est pas à négliger.